# Marie-Noelle Koyara

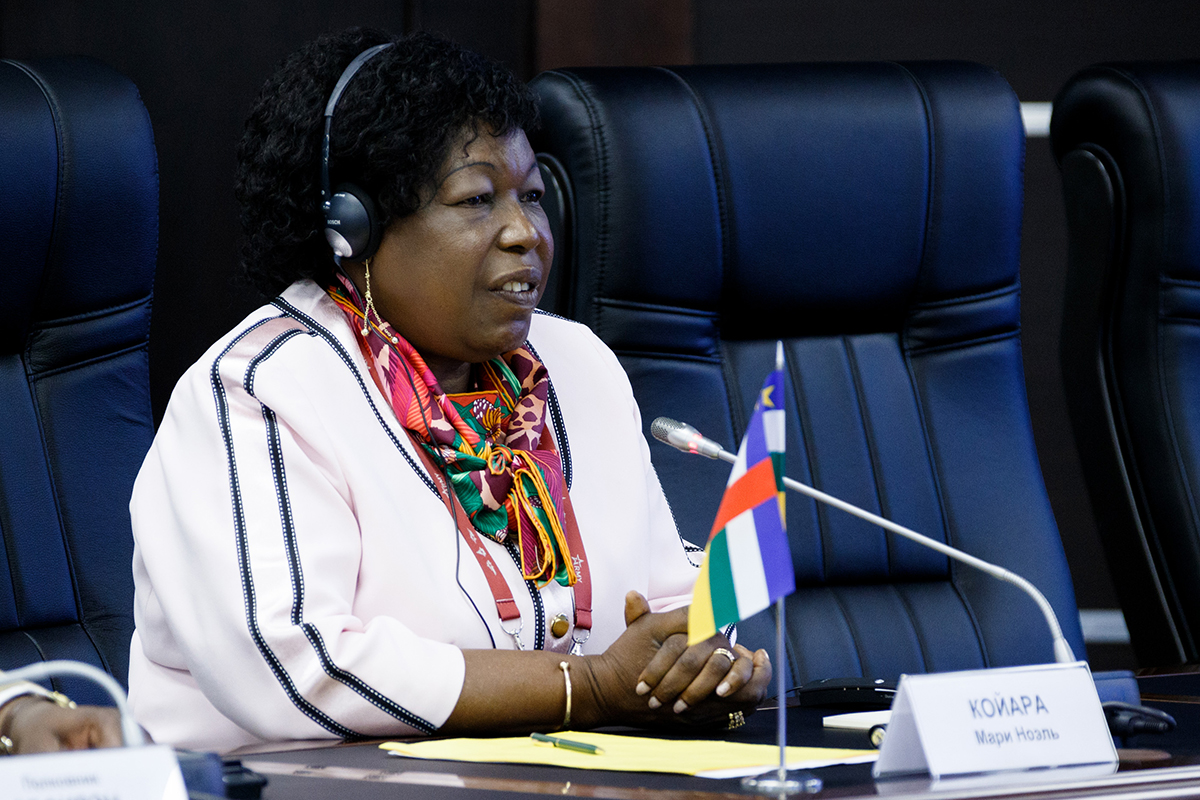

Marie-Noelle Koyara (* 1955) ist eine ehemalige Verteidigungsministerin der Zentralafrikanischen Republik. Sie war 2015 und erneut von 2017 bis 2021 Verteidigungsministerin. Sie war die erste weibliche Verteidigungsministerin des Landes seit der Unabhängigkeitserklärung 1960. Zuvor hatte sie mehrere Ministerposten inne und fungierte als Vertreterin der Zentralafrikanischen Republik in der Ernährungs- und Landwirtschaftsorganisation der Vereinten Nationen.
Koyara studierte in Bouar und Bangui. Sie brach die Hochschule ab, um bei der Nationalpolizei aufgenommen zu werden, wo sie als eine der ersten Frauen überhaupt war. Doch im selben Jahr starb ihre Mutter, und Koyara kehrte auf die Hochschule zurück und nahm schließlich ein Universitätsstudium auf, das sie als Agraringenieurin abschloss. Sie hatte verschiedene Positionen in landwirtschaftlichen Entwicklungsprojekten inne und arbeitete mit der United States African Development Foundation zusammen, bevor sie zur Ministerin für ländliche Förderung und später zur Ministerin für Frauenförderung und soziale Angelegenheiten ernannt wurde. Diese Ministerämter hatte sie zwischen 1993 und 1996 inne.
Anschließend wurde Koyara der zentralafrikanische Vertreter der Ernährungs- und Landwirtschaftsorganisation der Vereinten Nationen. Sie lebte in Kap Verde, dann sieben Jahre in Burkina Faso und dann weitere siebeneinhalb Jahre in der Elfenbeinküste. Im zweiten Kabinett von Nicolas Tiangaye wurde sie im Juni 2013 zur Ministerin für Landwirtschaft und ländliche Entwicklung ernannt, bekleidete dann das Amt der Staatsministerin für Arbeit und öffentliche Angelegenheiten und war damit die erste weibliche Staatsministerin des Landes.